# Убіратан Перейра Масієл
Убіратан Перейра Масієл (порт. Ubiratan Pereira Maciel, 18 січня 1944 — 17 липня 2002) — бразильський баскетболіст.
Бронзовий призер Олімпійських Ігор 1964 року, учасник 1968, 1972 років.
Срібний призер Панамериканських ігор 1963 року, бронзовий призер 1975, 1979 років.
Чемпіон Південної Америки 1963, 1968, 1971, 1973, 1977 років.
Чемпіон світу 1963 року.
Срібний призер Чемпіонату світу 1970 року.
Бронзовий призер Чемпіонату світу 1967, 1978 років.